# Plagiobothrus
Plagiobothrus is een geslacht van spinnen uit de familie Barychelidae.

## Soorten
Het geslacht kent de volgende soort:
- Plagiobothrus semilunaris Karsch, 1891